# أوقست رينالدي
أوقست رينالدي (بالألمانية: August Rinaldi)‏ هو رسام ألماني، ولد في 16 سبتمبر 1883 في نويماركت إن در أوبرفالتس في ألمانيا، وتوفي في 6 ديسمبر 1962 في لوس أنجلوس في الولايات المتحدة.

## وصلات خارجية
- أوقست رينالدي على موقع IMDb (الإنجليزية)
- أوقست رينالدي على موقع كينوبويسك (الروسية)